# Franz Beck

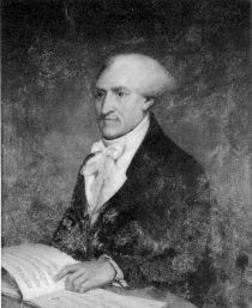

Franz Ignaz Beck (Mannheim, 20 febbraio 1734 – Bordeaux, 31 dicembre 1809) è stato un compositore tedesco che operò principalmente in Francia.

## Biografia
La sua educazione musicale fu dedicata allo studio del violino, probabilmente sotto la guida del padre, e poi Franz Beck fu probabilmente allievo di Johann Stamitz. Dopo un duello che erroneamente ritenne di completare per la morte del suo avversario, fu costretto a lasciare il paese. Dopo essere stato a Venezia e Napoli, arrivò in Francia, a Marsiglia, come risulta da un documento che lo nomina come direttore d'orchestra del Teatro Comunale dell'Opera di Marsiglia. Si trasferisce poi a Bordeaux nel 1761, dove ricoprì lo stesso incarico fino alla sua morte nel 1809. Fra i suoi allievi vi furono Pierre Gaveaux e J. Feyzeau.

## Opere
L'opera di Franz Beck è nello stile della scuola di Mannheim. Le sue composizioni spaziano dallo Stabat Mater a 24 sinfonie, attraverso tre opere (La Belle Jardinière, Bordeaux 1767 ; Pandore, Parigi 1789 e L'Île déserte, non rappresentata) e poche altre composizioni. L'opera completa di Beck è stata catalogata da Anneliese Callen.

## Discografia
- Sinfonie op. 4 n° 1, 2 e 3 + Ouverture "L'Isle Déserte", con La Stagione Frankfurt, direzione Michael Schneider (CPO 777 033-2)

## Edizioni
- Composizioni includenti i numeri di catalogo Callen, su artaria.com. URL consultato il 15 maggio 2010 (archiviato dall'url originale il 28 settembre 2007).
- Anneliese Callen, Richard J. Viano e Donald H. Foster, http://books.google.com/books?id=zV8uAAAACAAJ&dq=inauthor:anneliese+inauthor:callen&as_brr=0[collegamento interrotto], New York, Garland Publishing, 1984 ISBN 0-8240-3845-2.